# El fantasma del Gran Hotel
El fantasma del Gran Hotel es una telenovela colombiana producida por Teleset para RCN Televisión, esta protagonizada por Ana Lucía Domínguez, y Michel Brown con la participación antagónica de Andrea López, Lucho Velasco, Carlos Serrato y Edgardo Román Escrita por Ana María Londoño, Andrés Salgado y Rafael Noguera.

## Sinopsis
Américo Esquivel (Gustavo Corredor), el dueño del Gran Hotel, es torturado hasta la muerte por sus propios empleados, quienes quieren apoderarse del tesoro que el viejo esconde.
Irene Buenaventura (Ana Lucía Domínguez) entra a trabajar como ascensorista al viejo hotel, pero su verdadera misión es descubrir a los culpables de la muerte de Américo utilizando su capacidad para comunicarse con los muertos. Allí se enamora de Miguel Toro (Michel Brown), contratado por los asesinos para encontrar el tesoro, sin saber la verdad sobre Don Américo.
El amor entre ellos solo será posible cuando logren vencer el acecho de los vivos y los secretos que guardan los muertos que habitan el Gran Hotel.
A medida que el tiempo transcurre "Irene" va descubriendo y viviendo eventos que son bastante paranormales,los cuales tienen que ver con espíritus y seres de otro mundo.
El poder seguir las situaciones que se van presentando será complicado, pero su amor tendrá que pasar muchos momentos difíciles de asimilar, y todo en torno a los secretos del Gran Hotel.

## Elenco

### Protagonistas
- Ana Lucía Domínguez como Irene Buenaventura / Irene Esquivel Buenaventura (Ascensorista del "Gran Hotel", es novia de Miguel.)
- Michel Brown como Miguel Toro / Marco Arrieta (Ingeniero, era el buscador de tesoros en el "Gran Hotel". Es novio de Irene.)

### El Fantasma del Gran Hotel
- Gustavo Corredor como Américo Esquivel (†) (Dueño del "Gran Hotel". Fue asesinado por sus empleados en complicidad con su sobrina, Julieta.)

### Involucrados en el asesinato de Don Américo
- Andrea López como Julieta Esquivel (Antagonista. Involucrada en el homicidio de su tío, fue la novia de Miguel, fue plantada en su boda por él, y es amiga de Adriana.)
- Edgardo Román como Enrique Montero / Braulio Montero (†) (Jefe de seguridad de "El Gran Hotel". Víctima de la venganza de Don Americo)
- Carlos Serrato como Marco Arrieta (†) (Conserje del "Gran Hotel", obsesionado por Julieta. Es asesinado por Braulio.)
- Lucho Velasco como Adolfo De la Torre (Gerente de eventos especiales del "Gran Hotel", es amante y cómplice de Julieta y a su vez esposo de Adriana. antagonista principal )
- Jorge Marín como Jorge Trujillo (Asistente de chef del "Gran Hotel", amigo y cómplice de Julieta.)

### Familia Buenaventura
- Gloria Gómez como Otilia Buenaventura (Tía de Irene y madre de Benjamín. Resulta ser la amante de Don Américo y la verdadera madre de Irene.)
- Luís Eduardo Arango como Roque Buenaventura (Hermano de Esperanza y Otilia, padre de Salma y tío de Irene y Benjamín.)
- Pilar Álvarez como Esperanza Buenaventura (Madre de Irene, hermana de Otilia y Roque. Resulta ser la verdadera madre de Benjamín.)
- Mónica Gómez como Salma Buenaventura (Hija de Roque, prima de Irene y Benjamín.)
- Mateo Rueda como Benjamín Buenaventura(†) (Primo de Irene, hijo de Otilia. Resulta ser el hijo de Esperanza.)

### Familia Toro
- Judy Henríquez como Susana Vda. de Toro (Madre de Miguel y Adriana.)
- Margarita Ortega como Adriana Toro (Hermana de Miguel, esposa de Adolfo y amiga de Julieta. Se enamora de Raiderson.)
- Nicolás Niño como Antonio De la Torre Toro "Toñito" (Hijo de Adriana y Adolfo.)
- Gerardo de Francisco como Gabriel Toro (†) - (Padre de Adriana y Miguel, amigo de Américo y Virgilio. Murió de un ataque al corazón.)
- Andreah Patapi como Milena Gómez Toro (Prima de Miguel y Adriana.)

### Otros personajes
- María José Cardozo como Irene(niña)
- Alejandro Martínez como Rafael Gil (Sacerdote. Amigo de Miguel, sentirá cosas por Salma.)
- Gustavo Ángel como Favio (†) - (Psicólogo, novio de Salma. Muere de cáncer.)
- Federico Rivera como Aurelio
- Ramsés Ramos como Raiderson Quinche "Quinchanegua" (Asistente de Adriana, enamorado de ella.)
- Alejandro Buenaventura como Virgilio Linero (Villano. Amigo de Américo y Gabriel.)
- Gustavo Angarita Jr como Salomón Rey (Inspector de la Fiscalía.)
- Julio Pachón como Tirso Barriga (Inspector de la Fiscalía.)
- José Luis Paniagua como Tulio (Enamorado de Esperanza.)
- Viña Machado como Paola  (Villana. Exesposa de Tulio.)
- Jorge Monterrosa como Milton (†) (Hermano de Raiderson. Fallecido.)
- Iván Darío López (Villano. Amante de Paola.)
- Víctor Cifuentes (†) (Villano. Cómplice de Enrique, es asesinado por él.)
- Ivan Lòpez
- Juan Manuel Mendoza

## Ficha técnica
- Productor General: Juan Pablo Posada
- Director: Israel Sánchez / Rodrigo Lalinde
- Gerente Creativo y de Producción: Juan Pablo Gaviria
- Productor Ejecutivo: Leonardo Barón
- Gerente de Producción: Andrés Posada
- Director de Casting: Alberto Rodríguez
- Idea Original: Jorge Enrique Abello
- Libretistas: Ana María Londoño / Andrés Salgado / Rafael Noguera
- Director Asistente: Alfonso Ardila
- Director de Arte: Juan Fernando Pérez
- Diseño de Vestuario: Carlos Grisales
- Diseño de Maquillaje: Irma Jaimes